# APPETIZING 4 SONGS EP
『APPETIZING 4 SONGS EP』は、日本のバンド、SADSの8枚目のシングルとして発売。

## 概要
- 紙ジャケット仕様。
- 「Children of the Revolution」はT・レックスのカバー。
- 5曲目にシークレットトラック「Honey」収録。

「Honey」は、1st アルバムの「HONEY HONEY」の再録である。

## 収録曲
| 全編曲: Sads & 平出悟。 |                                                     |            |            |       |
| #                       | タイトル                                            | 作詞       | 作曲       | 時間  |
| 1.                      | 「ロザリオと薔薇」                                  | 清春       | Sads       | 3:56  |
| 2.                      | 「The Life Beyond Desperation」                     | 清春       | 清春       | 4:16  |
| 3.                      | 「Children of the Revolution」(T・レックスのカバー) | Marc Bolan | Marc Bolan | 2:49  |
| 4.                      | 「Rezyna」                                          | 清春       | 清春       | 4:32  |
| 5.                      | 「Honey」(シークレットトラック)                     | 清春       | 清春       | 3:40  |
| 合計時間:               | 合計時間:                                           | 合計時間:  | 合計時間:  | 19:13 |